# 東思恭
東思恭（1454年—？），字進賢，陝西西安府華州人，民籍，明朝政治人物。

## 生平
陝西鄉試第二十八名舉人，弘治六年（1493年）中式癸丑科會試第二百九十四名，三甲第二十名進士。授兵科給事中。參與平定雲南酋猛密叛，因患瘴病而亡。

## 家族
曾祖東良惠，元知州；祖父東驥；父東有昇，縣丞 贈郎中。前母郭氏（贈宜人）；母郭氏（封太宜人）。慈侍下。妻薛氏；繼妻姜氏。兄東思孝、東思忠、東思誠。